# 応天門の変

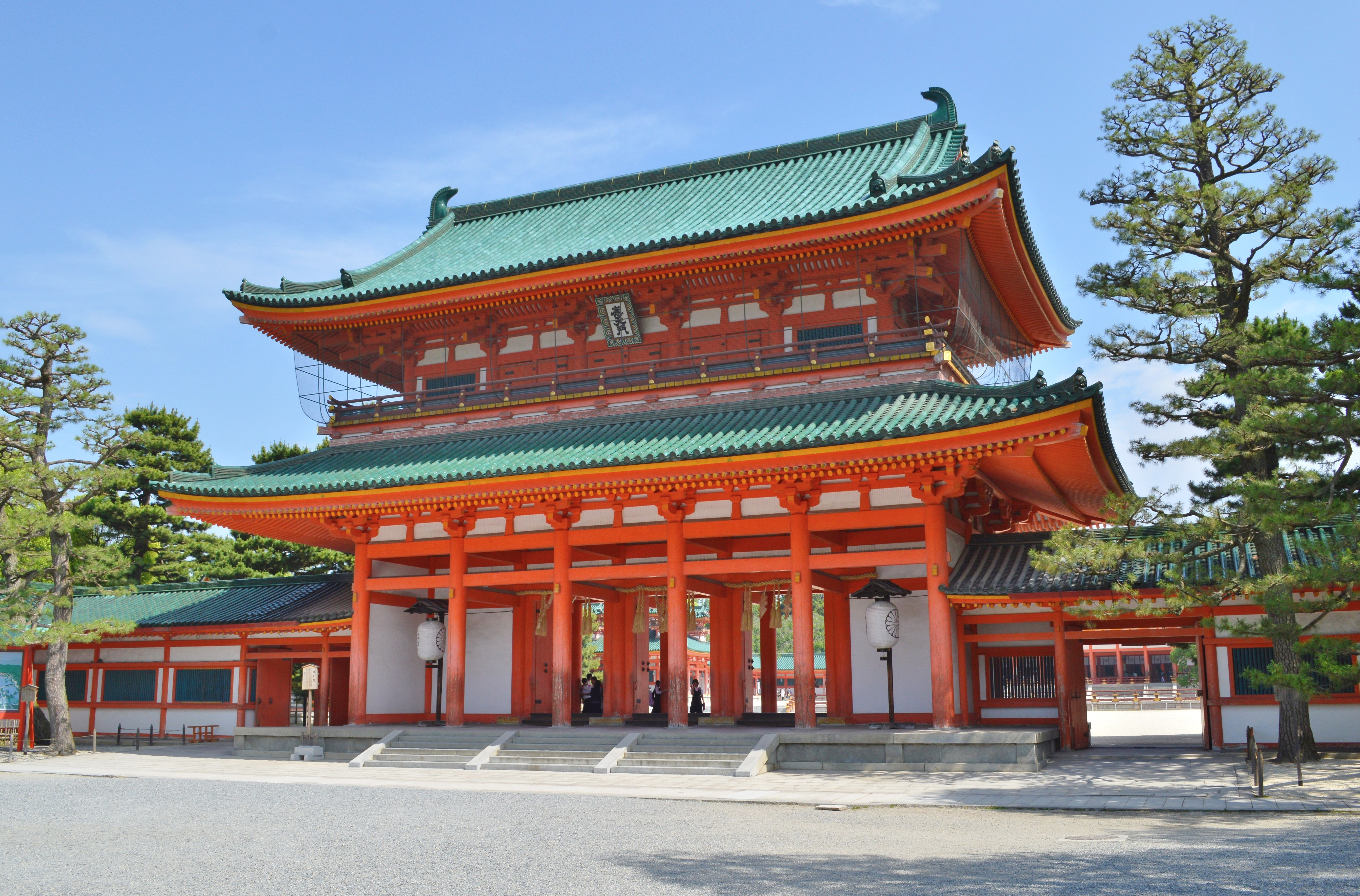
平安神宮の応天門平安京の応天門を縮小復元。

応天門の変（おうてんもんのへん）は、平安時代前期の貞観8年（866年）に起こった政治事件。
応天門が放火され、大納言・伴善男は左大臣・源信の犯行であると告発したが、太政大臣・藤原良房の進言により無罪となった。その後、密告があり伴善男父子に嫌疑がかけられ、有罪となり流刑に処された。これにより、古代からの名族伴氏（大伴氏）は没落した。藤原氏による他氏排斥事件のひとつとされている。
事件は国宝『伴大納言絵詞』に詳しく描かれている。

## 経過
大納言・伴善男は左大臣・源信と不仲であった。源信を失脚させて空席になった左大臣に右大臣・藤原良相が昇進し、自らは右大臣に任ぜられることを望んでいたともされる。
貞観6年（864年）に伴善男は源信に謀反の噂があると言い立てたが、これは取り上げられなかった。
貞観8年閏3月10日（866年4月28日）応天門が放火され炎上する事件が起こる。朝廷は大騒ぎとなり、盛んに加持祈祷を行った。ほどなく、伴善男は右大臣・藤原良相に対して源信が犯人であると告発する。応天門は伴氏（大伴氏）が造営したもので、源信が伴氏を呪って火をつけたものだとされた。

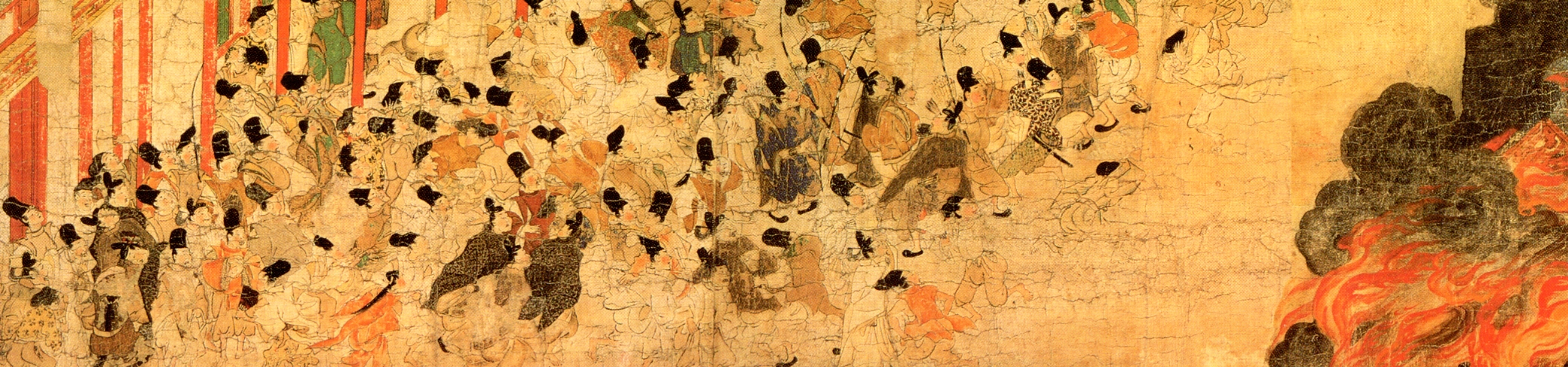
伴大納言絵詞より、応天門炎上の場面

藤原良相は源信の捕縛を命じて兵を出し、邸を包囲する。放火の罪を着せられた源信家の人々は絶望して大いに嘆き悲しんだ。参議・藤原基経がこれを父の太政大臣・藤原良房に告げると、驚いた良房は清和天皇に奏上して源信を弁護した。源信は無実とされ、邸を包囲していた兵は引き上げた。
8月3日に備中権史生・大宅鷹取が、応天門放火の犯人は伴善男・中庸親子であると訴え出る。鷹取は応天門の前から善男と中庸、雑色の紀豊城の3人が走り去ったのを見て、その直後に門が炎上したと申し出た。鷹取の娘が善男の従僕生江恒山に殺されたことを恨んでいたと言われる。告発者を保護し、虚偽の告発であった場合に処罰するための法規に基づいて、鷹取は左検非違使に引き渡される。
天皇は勅を下して参議・南淵年名、参議・藤原良縄らに伴善男の取調べを命じた。8月7日に行われた善男に対する鞫問では善男は無罪を主張した。また、陰陽寮が応天門の火災は山陵が穢されたことにあると勘申を行い、14日になって実際に山陵を点検したところ山陵に人が立ち入って木々が伐採された跡が見つかったため、18日には応天門の火災は山陵を穢されたことに対する譴責と判断されて陵守の処分の方針が決定された。なお、翌19日には藤原良房が摂政に任じられるが、これは源信が自宅で籠居し、藤原良相も病気で出仕が滞り、それに次ぐ大納言である伴善男にまで放火の疑いをかけられる中で、形の上では名誉職である太政大臣である良房に太政官の政務に関与させる意図があったと考えられる（仮に大納言である伴善男が放火の犯人であった場合、善男の処分を判断できるのは上官である大臣のみとなる）。
ところが、応天門の火災の捜査とは別に進行していた大宅鷹取父娘が殺傷された事件の捜査に関連して、8月29日に伴中庸が左衛門府に拘禁され、同じく善男の従者である生江恒山・伴清縄らが捕らえられ厳しく尋問されているが（杖で打ち続けられる拷問を受けていた可能性もあり）、その過程で鷹取の件のみならず応天門の放火についても自供を始め、一度は誣告と判断されかけた伴善男父子に対する放火容疑が再び浮上する。善男への取調べがいつ再開されたかは不明であるものの、否定を続ける善男に対し「伴中庸が自白した」と偽りを言って自白を迫ったところ、善男は観念して自白したという（『江談抄』）。
9月22日に朝廷（太政官）は伴善男らを応天門の放火の犯人であると断罪して死罪、罪一等を許されて流罪と決した。首謀者として、伴善男は伊豆国、伴中庸は隠岐国、紀豊城は安房国、伴秋実は壱岐国、伴清縄は佐渡国への流罪となった。また首謀者の親族8名も連座して流罪となった。また、大宅鷹取父娘の殺傷については引き続き審理が続けられ、生江恒山ら2名が処罰を受けたのは10月に入ってからであった。この処分から程無く源信・藤原良相の左右両大臣が急死したために藤原良房が朝廷の全権を把握する事になった。
この事件の処理に当たった藤原良房は、伴氏・紀氏の有力官人を排斥し、事件後には清和天皇の摂政となり藤原氏の勢力を拡大することに成功した。藤原氏の勢力削減を図った伴善男であったが、結果として伴氏らが一掃され藤原氏の権勢が増す事となった。このため、藤原氏による伴氏追い落としのための陰謀とする見方が強いが、鈴木琢郎のように実際に伴中庸の独断による犯行で父である善男は無関係であったが、清和天皇によって善男も同罪とされたのではないかとみる説もある。

## 変で処罰された人物
| 家系   | 氏名     | 官位など             | 処罰内容                           |
| ------ | -------- | -------------------- | ---------------------------------- |
| 伴氏   | 伴善男   | 正三位・大納言       | 伊豆国へ流罪                       |
| 伴氏   | 伴中庸   | 従五位上・右衛門佐   | 隠岐国へ流罪                       |
| 伴氏   | 伴秋実   | 伴善男の従僕         | 壱岐島へ流罪                       |
| 伴氏   | 伴清縄   | 伴善男の従僕         | 佐渡国へ流罪                       |
| 紀氏   | 紀豊城   | 伴善男の従僕         | 安房国へ流罪                       |
| その他 | 生江恒山 | 伴善男の従僕         | 遠流                               |
| その他 | 占部田主 | 伴善男の従僕         | 遠流                               |
| 紀氏   | 紀夏井   | 従五位上・肥後守     | 土佐国へ流罪（連座：紀豊城の兄弟） |
| 伴氏   | 伴河男   | 従五位上・下野守     | 能登国へ流罪（連座：伴善男の兄弟） |
| 伴氏   | 伴夏影   | 正八位上・上総権少掾 | 越後国へ流罪（連座：伴秋実の兄弟） |
| 伴氏   | 伴冬満   |                      | 常陸国へ流罪（連座：伴秋実の兄弟） |
| 紀氏   | 紀春道   |                      | 上総国へ流罪（連座：紀豊城の兄弟） |
| 伴氏   | 伴高吉   |                      | 下総国へ流罪（連座：伴善男の甥）   |
| 紀氏   | 紀武城   |                      | 日向国へ流罪（連座）               |
| 伴氏   | 伴春範   |                      | 薩摩国へ流罪（連座：伴秋実の甥）   |